# 日吉神社 (高島市安曇川町青柳)
日吉神社（ひよしじんじゃ）は、滋賀県高島市安曇川町青柳にある神社である。

## 祭神
- 阿夜訶志古泥神
- 市寸嶋比賣命
- 橘比賣命

## 神紋
- 左三ッ巴

## 歴史
創祀年代は不詳。大正6年（1917年）に村社に列した。

## 祭日
- 1月14日　……　左義長祭
- 3月18日 ……　厄神祭（境外社八幡神社）
- 5月1日　……　例祭
明治初年までは4月初辰日が例祭日であったが、5月15日に変更され、戦後更に5月1日に変更された。
- 9月15日　……　子ども奉納相撲（境外社八幡神社）

## 境内外社
- 境内社
  - 秋葉神社（祭神…火結神）
  - 天満神社（祭神…菅原道真公）
  - 稲荷神社（祭神…忠茂大神、武丸大神）
- 境外社
  - 太田神社…祭神は太田神、宇須賣命。かつては「新宮」と称した。式内社論社。
  - 與呂伎神社…祭神は子守神、勝手神。かつては「古守社」と称した。式内社論社。
  - 八幡神社…祭神は誉田別命、厄神、玉垂神、香椎神。建治3年（1277年）の創建という。